# David Lesford Roberts
David Lesford Roberts (1974) es un botánico de campo inglés; editor científico, y orquideólogo.
Sus intereses incluye a orquídeas terrestres, ecología y biología de la conservación.

## Algunas publicaciones
- d.l. Roberts. 2001. Reproductive Biology and Conservation of the Orchids of Mauritius. Ed. Univ. of Wales. Aberystwyth

- La abreviatura «D.L.Roberts» se emplea para indicar a David Lesford Roberts como autoridad en la descripción y clasificación científica de los vegetales.[2]